# Gombosure Enkhtaivan
Gombosure Enkhtaivan är en mongolisk bågskytt. Hon deltog vid olympiska sommarspelen 1976.